# Kurt Landauer
Kurt Landauer (Planegg, 28 de julio de 1884-Múnich, 21 de diciembre de 1961) fue un empresario alemán, más conocido por haber sido presidente del Bayern Múnich durante 20 años en cuatro etapas distintas, desde 1913 hasta 1951. Se trata del dirigente que más tiempo ha ocupado este cargo en la historia de la entidad bávara.

## Biografía
Kurt Landauer nació en la villa de Planegg, Baviera (Imperio alemán), en una familia próspera de comerciantes judíos. Estuvo vinculado al Bayern Múnich desde su fundación en el año 1900, cuando recaló en las filas del segundo equipo para jugar como guardameta. Sin embargo, al año siguiente lo dejaría para estudiar finanzas en Lausana. Al regresar a Múnich en 1905, compaginó su trabajo en la entidad con distintos empleos, entre ellos jefe de ventas publicitarias del diario Münchner Neueste Nachrichten (precursor del Süddeutsche Zeitung) y responsable de la editorial Knorr & Hirth.
La primera etapa de Landauer como presidente del Bayern transcurrió entre 1913 y 1914, y se vio interrumpida porque había sido reclutado por el Ejército Imperial con el estallido de la Primera Guerra Mundial. Al finalizar el conflicto, reasumió el cargo en 1919 y se mantuvo al frente durante 14 años, con una breve interrupción en 1921. En todo ese tiempo impulsó el profesionalismo y supervisó los primeros éxitos deportivos, entre ellos el campeonato regional de 1926 y la consecución del Campeonato Alemán de Fútbol 1932, gracias a una victoria por 2:0 sobre el Eintracht Fráncfort.
A pesar de estos triunfos, Landauer tuvo que dejar el cargo el 22 de marzo de 1933, poco después del ascenso de Adolf Hitler y el antisemitismo impulsado por los nazis, igual que otros miembros judíos de la organización. El expresidente no solo fue obligado a dejar el club de fútbol, sino todos sus puestos directivos debido a las leyes de exclusión laboral. En 1938, un día después de la Noche de los Cristales Rotos, Landauer fue deportado al campo de concentración de Dachau. Sin embargo, su historial en el Ejército Imperial motivó que fuese liberado tras 33 días de detención.
En 1939 huyó de Alemania para exiliarse en Lausana durante ocho años, perdiendo su casa y a tres hermanos en el Holocausto. En 1943, mientras el dirigente presenciaba en Ginebra un amistoso entre el Bayern y la selección suiza, fue saludado por varios futbolistas bávaros que le identificaron. Aquel gesto no gustó a la Gestapo, que había impulsado una purga en la directiva y vigilaba estrechamente sus actividades, incluyendo el nombramiento de un dirigente nazi.
No pudo regresar a Múnich hasta junio de 1947, dos años después del final de la guerra. Aunque su intención era pasar allí unos días antes de emigrar a Nueva York, la directiva del Bayern logró convencerle para que reasumiera la presidencia hasta 1951, supervisando la reconstrucción de la entidad. Landauer falleció el 21 de diciembre de 1961 en el hospital Schwabing de Múnich, a los 77 años.
En el siglo XXI se han desarrollado trabajos para reivindicar la figura de Landauer, entre ellos una biografía oficial y una película. En 2013, el Bayern Múnich le ha nombrado «presidente de honor» a título póstumo. Además, la ciudad bávara le ha dedicado una plaza frente al Allianz Arena y un campo de fútbol perteneciente al TSV Maccabi München.

## Distinciones
- Cruz de Hierro de Segunda Clase (1918)